# Cuatrociénegas
Cuatrociénegas è un comune del Messico, situato nello stato di Coahuila, il cui capoluogo è la località di Cuatrociénegas de Carranza.

## Luoghi di interesse
Il capoluogo, Cuatrociénegas de Carranza, dal 2012 fa parte del programma Pueblos Mágicos.